# Joan du Sart
Johan Du Sart, Johan ou Joan du Sart ou Dusart, né à Utrecht le 20 juillet 1621 et mort à Haarlem le 1er novembre 1691 , est un compositeur baroque, un carillonneur et un organiste de la République des Sept Pays-Bas-Unis.

## La vie et les œuvres

### 1621 – 1655
Joan était sans doute un fils de Thomas Dusart, orfèvre et trompettiste de la Ville d'Utrecht.
Il était le père de Johan et de Cornelis, le frère de Jacques, le neveu de Thomas et l'oncle d'Isaac.
À Amsterdam, chez Paulus Matthysz, parut son Zang-wortel en gheestelyke spruit, bestaande in verscheide zang-stukken, à deux, trois, quatre et cinq voix et une basse continue, avec dédicace à Constantijn Sohier.  Les paroles de ces chansons sont de Jan Harmensz. Krul, de Pieter Corneliszoon Hooft et de Daniel Jonctys.  De cet ouvrage, seule la voix supérieure est conservée ; pour autant que l'on puisse juger des œuvres à partir du peu qui en reste, Dusart était sans doute un adepte des idées de son concitoyen Joan Albert Ban.  Le recueil de Dusart représente, en 1653, la fin de cette brève floraison du madrigal néerlandais qui avait commencé, dans les années 1640-1641, avec la publication de quelques ouvrages contenant des œuvres du compositeur Cornelis Padbrué.  Dusart considérait l'expression des sentiments tristes et agréables comme l'essence même de la musique vocale.  Maîtrisant insuffisamment les langues étrangères, les compositeurs néerlandais, ainsi que les chanteurs et les auditeurs, arrachaient au chant son âme, disait-il.  Par manque d'habitude, les chanteurs ne se débrouillaient pas mieux en néerlandais : ils étaient devenus des étrangers dans leur propre pays.

### 1655 – 1683
Le 6 novembre 1655, Dusart fut nommé organiste de la grande église de Haarlem.  Au cours de son office haarlémois, un nouveau carillon fut suspendu dans le clocher de cette église, ainsi que dans celui de l'église de Bakenesse, comme en témoigne le contrat de janvier 1658 avec Francois Hemony.  C'était également Dusart qui devait jouer du carillon.
Sur sa proposition et par arrêté du 30 août 1662 du bourgmestre, il fut désigné, et cette fois-ci de façon permanente, comme accompagnateur à l'orgue du chant des psaumes.  La première tentative d'obtenir ce poste – en 1650, lorsque Cornelis Helmbreecker était organiste – échoua pour des causes d'ordre local.
La remarque dans les Zederymen bestaande in zangen en gedigten d'A.J. (publiées à Amsterdam en 1656), que certains chants auraient été notés par Mr. I.I. Duzart, organiste de la Ville de Haarlem, ne signifie toutefois pas que les mélodies des chansons imprimées dans ce recueil auraient été composées par Dusart ; seules les mélodies du Kenteiken des haats: O ghy, die, veerdigh in verdoemen et des psaumes Psalm VI: De zonden baren plagen, Psalm XXXII: Benaautheit groeit door 't groeijen, Psalm XXXVIII: Wilt der zonden straf besnoeyen et Psalm CII: Neig goetgunstich uwe oogen, ainsi que De wijsheit sterft daar zonden leven, peuvent lui être attribuées, alors que les autres sont des adaptations de mélodies existantes.
Le 14 mai 1656, à l'occasion de la publication des bans de son mariage à Velsen, on le décrit comme un jeune homme d'Utrecht.  De son mariage avec Catharina Brouwers, jeune fille de Haarlem, naquit un fils, Cornelis, baptisé à Haarlem le 25 avril 1660, qui deviendra un peintre célèbre.
En juin 1660, lors de la visite à Haarlem de la Prinses-Royale (Marie Henriette Stuart) et du futur stathouder Guillaume III et leur cour de 266 personnes, Dusart offrit ses services de musicien.
En 1670, son salaire annuel atteignit 900 livres, et il reçut également 10 livres afin de pouvoir s'habiller en tenue de ville.

### 1683 – 1691

#### Problèmes conjugaux
Veuf avec enfants ayant dépassé la cinquantaine, il épousa sa domestique Johanna, fille de l'organiste Hendrick Coenraadszoon van Stroomberch de Delft.  Ce mariage fut malheureux.  Les problèmes commencèrent après trois semaines : Johanna annonça qu'elle avait déjà dépensé l'argent du ménage de trois mois.  Peut-être avait-elle donné de l'argent à sa mère à Delft.  Une bonne expliqua que Johanna menaçait Joan de ne lui laisser aucun instant de repos s'il n'accepterait pas de modifier le régime matrimonial, ce que Dusart ne voulait évidemment pas dans l'intérêt de ses enfants.  En janvier 1683, dans sa colère et en présence de la bonne, Johanna alla jusqu'à déchirer le contrat de mariage.  Face à l'accusation émise par son mari et ses beaux-enfants d'avoir détourné de l'argent, Johanna accusa Dusart de la dominer et d'animer les enfants contre elle.  Il lui aurait dit, entre autres, qu'il l'agacerait autant que possible et qu'il ne s'agissait pas de sa personne, mais de ses biens.

#### Expertises et innovations
En 1686, en sa qualité d'expert en orgues, Dusart fut l'inspecteur adjoint de la nouvelle orgue de la Westerkerk d'Amsterdam.
Comme organiste, il apporta des modifications à un registre d'orgue, probablement avec le soutien du facteur d'orgues haarlémois B. van Loon (annonce dans le journal Opregte Haarlemsche Courant [La Vérité de Haarlem] du 13 juillet 1686 ; une annonce dans l’Opregte Haarlemsche Courant du 23 février 1686, à mettre en relation avec la précédente, justifiait autrefois la conviction que Dusart aurait été l'inventeur du cornet [ à bouche ] et aussi le premier à appliquer cette invention).  Il annonça :
« Joan Dusart, organiste et carillonneur de la ville de Haarlem, a fait une nouvelle invention, à jouer pendant le chant à l'église, et cela sans le vieux hurlement de lyre des petits tuyaux, mais avec des tuyaux modestes, c'est-à-dire afin de faire résonner aussi loin que possible sur la communauté le son de la voix de l'orgue, accompagnant le chant de psaumes, à la façon des tuyaux les plus grands de l'orgue, et afin que celui qui s'est assis le plus loin de l'orgue se voie forcé - par l'orgue - de chanter la mélodie du psaume sur le ton correct, ce qui conduira la communauté à chanter en l'honneur de Dieu d'une façon nette, airée et uniforme. »
Ce qu'était exactement son invention demeure incertain.  Par expérience, Dusart savait qu'utiliser les voix supplémentaires de façon plus prononcée ne ferait pas ressortir la mélodie de psaume de manière plus nette : il comparait cela au hurlement de lyre des petits tuyaux.  Il faisait ressortir la mélodie de psaume d'une autre manière.
Le développement mentionné ci-dessus est à mettre en relation avec l'introduction de l'accompagnement du chant en chœur par l'orgue dans les églises.  Grâce à l'introduction du registre du cornet et du déchant, essentiellement un mélange de registres de tierces et de quintes, à la hauteur tonale 16', 8' ou 4', l'organiste pouvait faire entendre la mélodie de psaume de façon pénétrante.  Dusart revendiqua l'« invention » du registre, alors qu'il ne s'agissait en vérité de rien de plus que de l'application des développements par lesquels la facture d'orgue avait passé en France et dans les Pays-Bas méridionaux.
Son successeur comme organiste, Sybrandus van Noordt, fut nommé le 8 janvier 1692.

## Notoriété
Le rhétoricien haarlémois, François Snellinx, écrivit quatre éloges sur lui ; dans le deuxième, il compare son jeu à celui de Cornelis Helmbreecker et de Jan Pieterszoon Sweelinck.